# Rödzebra
Rödzebra,  på latin: Maylandia estherae är en fiskart som först beskrevs av Konings, 1995.  Rödzebran ingår i släktet Maylandia och familjen Cichlidae. IUCN kategoriserar arten globalt som sårbar. Inga underarter finns listade i Catalogue of Life.